# Àrea lingüística
Una àrea lingüística (també coneguda com a àrea de difusió, de convergència o Sprachbund) és un grup de llenguatges que s'influencien mútuament per la proximitat geogràfica, estiguin o no relacionats genèticament. És un concepte d'interès per a la sociolingüística i la visió diacrònica de cada idioma, ja que permet explicar fenòmens que no podrien explicar-se per l'evolució de cada llengua aïllada. La influència d'una llengua sobre les altres de la mateixa àrea depèn del grau de bilingüisme dels parlants i del prestigi social i polític d'aquesta.

## Algunes àrees lingüístiques d'interès
- Àrea balcànica: S'ha assimilat el sistema de casos de famílies de llengües diferents (amb la fusió del genitiu i el datiu). Formen el futur i algun pretèrit de manera analítica i no flexionant el verb. S'usa menys l'infinitiu que altres llengües de les respectives famílies. Les llengües utilitzen un article definit enclític al nom. L'àrea inclou tres grups de llengües segons el grau de mútua influència
  - albanès, romanès, macedònic i búlgar
  - serbi i grec
  - turc

- Àrea del sud-est asiàtic: Totes les llengües presenten una forta influència del xinès malgrat no estar-hi emparentades genèticament, com s'observa en l'ús de morfemes monosil·làbics, el to, l'ús de quantitatius i paraules de mesura específics o un conjunt de partícules honorífiques que només tenen una funció pragmàtica.

- Àrea Pueblo: Un conjunt de tribus ameríndies en el que ara és Nou Mèxic septentrional, al sud-oest dels Estats Units. L'àrea comprèn les llengües hopi, zuni, navaho, la família keres, i les llengües tano de la família kiowa-tano. Lingüísticament, la llengua navaho ha de ser un membre del grup, tot i que la tribu navaho no és una tribu Pueblo. Característiques compartides d'aquestes llengües són:
  - Les consonants ejectives, trobades en totes excepte hopi
  - Les consonants aspirades
  - Un sistema de vocals que consisteix en /a, e, i, o, u/
  - Una tendència cap a sons sords al fi de la paraula, incloent les vocals
  - Nombre dual
  - Les consonants velars labialitzades /kʷ, kʷʼ/